# 石原美和子
石原 美和子（いしはら みわこ、1970年11月17日 - ）は、日本の女性総合格闘家。長野県飯田市出身。禅道会所属。

## 戦績

### 総合格闘技
| 総合格闘技 戦績 | 総合格闘技 戦績 | 総合格闘技 戦績 | 総合格闘技 戦績 | 総合格闘技 戦績 | 総合格闘技 戦績 | 総合格闘技 戦績 |
| --------------- | --------------- | --------------- | --------------- | --------------- | --------------- | --------------- |
| 11 試合         | (T)KO           | 一本            | 判定            | その他          | 引き分け        | 無効試合        |
| 5 勝            | 1               | 4               | 0               | 0               | 0               | 1               |
| 5 敗            | 1               | 1               | 3               | 0               | 0               | 1               |

| 勝敗 | 対戦相手           | 試合結果                          | 大会名                                                                   | 開催年月日     |
| ×    | エリン・トーヒル   | 1R 0:27 TKO（タオル投入：パンチ） | SMACKGIRL 2004 〜WORLD ReMix〜 【無差別級王者決定トーナメント 1回戦】    | 2004年12月19日 |
| ○    | 唯我               | 2R 3:06 TKO（パンチ）             | SMACKGIRL 2004 〜近藤有希引退記念興行〜 【WORLD ReMix 日本代表選抜試合】 | 2004年11月4日  |
| ○    | 前川久美子         | 2R 1:36 腕ひしぎ十字固め          | 全日本女子プロレス タッグリーグ・ザ・ベスト                              | 2003年12月19日 |
| ○    | 彩丘亜沙子         | 1R 5:52 腕ひしぎ十字固め          | ARKADIA                                                                  | 2003年3月29日  |
| ×    | エリン・トーヒル   | 5分3R終了 判定0-3                 | SMACKGIRL 〜Dynamic! LAST SUMMER FOREVER in 有明〜                       | 2002年9月1日   |
| ×    | マルース・クーネン | 5分2R終了 判定0-2                 | 修斗 WANNA SHOOTO 2002                                                   | 2002年4月14日  |
| ○    | 金井広美           | 1R 0:25 腕ひしぎ十字固め          | SMACKGIRL 〜God Bless You!〜                                             | 2002年3月2日   |
| ○    | 市村幸恵           | 1R 0:37 腕ひしぎ十字固め          | SMACKGIRL 〜Pioneering Spirit〜                                          | 2002年2月3日   |
| －   | 高橋洋子           | 10分終了 時間切れ（無効試合）     | Club Fight vol.4                                                         | 2001年8月20日  |
| ×    | 金子真理           | 1R 0:36 腕ひしぎ十字固め          | Smack Girl 〜Episode 0〜                                                 | 2000年12月17日 |
| ×    | ベッキー・レビー   | 5分2R終了 判定1-2                 | ReMix WORLD CUP 2000 【準々決勝】                                        | 2000年12月5日  |

### グラップリング
| 勝敗 | 対戦相手 | 試合結果                   | 大会名                                                         | 開催年月日   |
| ○    | 15       | 1R 2:10 腕ひしぎ十字固め   | SMACKGIRL Third Season-EX 〜GRAPPLER'S holiday〜 【SGGルール】 | 2003年7月6日 |
| ○    | 篠原光   | 1R 0:59 チョークスリーパー | SMACKGIRL 〜SMACK LEGEND 2002〜 【SGGルール】                  | 2002年6月1日 |

## 獲得タイトル
- 1999 リアルファイティング空手道選手権大会 女子の部 優勝
- 2000 リアルファイティング空手道選手権大会 女子の部 優勝
- 2003 リアルファイティング空手道選手権大会 60kg超級 優勝[1]
- 2004 リアルファイティング空手道選手権大会 60kg超級 優勝[2]